# Suvadiven

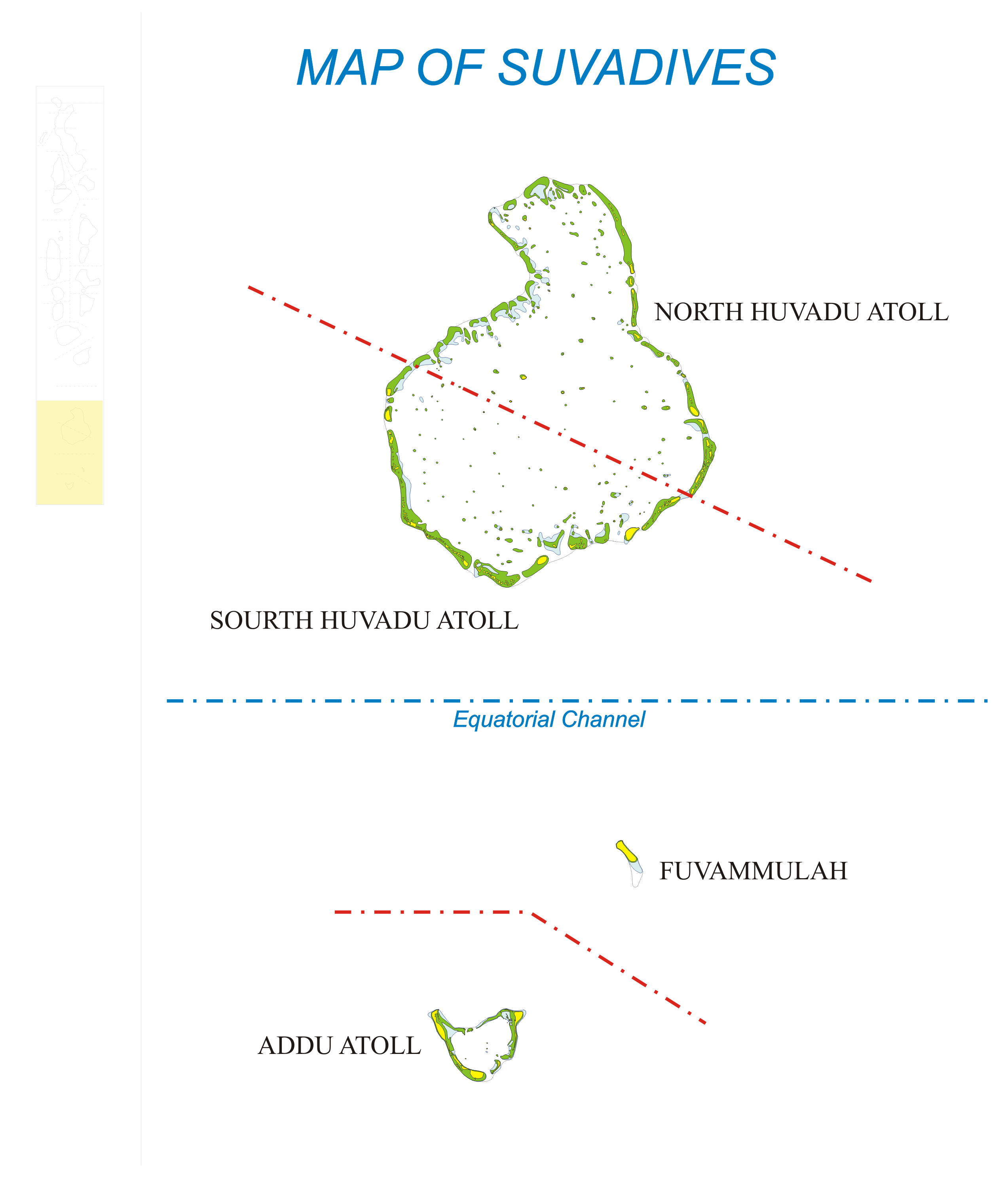
Karte der Suvadiven

Als Suvadiven, auch Suvadiva-Inseln oder Suvadiva-Archipel, dhivehi: ސުވައިދީބު Suvadinmathi, wird eine Region im Süden der Malediven bezeichnet. Es handelt sich dabei um eine Sammelbezeichnung für die drei südlichsten Atolle der Malediven, Huvadhu, Fuvahmulah und Addu. 
Der Name der Region leitet sich vom Huvadhu-Atoll ab, das das zweitgrößte Atoll der Malediven ist und früher als Suvadiva-Atoll bekannt war. Auf historischen Seekarten tauchte es als auch als Suadou (frz.) und Suvadina (niederl.) auf. 
Die Suvadiven liegen direkt am Äquator und sind durch den One and Half Degree Channel (Huvadhu Kandu) von den restlichen Malediven räumlich getrennt. Zwischen Huvadhu und Addu verläuft der Equatorial Channel (Addu Kandu), in dem auch das kleine Fuvammulah-Atoll liegt.
Durch die große Entfernung zur Hauptstadt Malé besaß der maledivische Sultan in der Vergangenheit nur eine lockere und größtenteils rein formale Oberherrschaft über die Suvadiven; die Inseln waren relativ unabhängig. Da One and Half Degree- und Equatorial Channel als Teil des Seeweges von Arabien nach Indien von Bedeutung waren, erlangten die Suvadiva-Inseln als Zwischenstopp für Handelsschiffe einige Bedeutung. 
Während des Zweiten Weltkrieges errichteten die Briten einen Marinestützpunkt auf Gan (Atoll Addu), der ab 1957 von der Royal Air Force neu besetzt wurde. 
Der Konflikt um den Ausbau dieses Stützpunktes sowie verschiedene neue Gesetze der maledivischen Regierung führten 1959 zu einem Aufstand auf den Suvadiven, die sich als Republik der Vereinigten Suvadiva-Inseln mit Duldung der Briten vom Sultanat abspalteten und bis 1963 unabhängig blieben. 